# Глыбовка (Гомельская область)
Глыбовка (бел. Глыбаўка) — деревня в Столбунском сельсовете Ветковского района Гомельской области Белоруссии.
После аварии на Чернобыльской АЭС значительная часть жителей переселена в чистые места, а дома снесены.

## География

### Расположение
В 20 км на северо-восток от Ветки, 32 км от Гомеля. На юге граничит с лесом.

### Гидрография
Река Беседь (приток реки Сож). Родник (наз. Святой) — Над родником установлен сруб и сооружено укрытие из шифера. Внутри установлена икона Божией Матери. Вода из родника попадает в ручей, который через 250 метров впадает в реку Беседь. Вода пресная, согласно исследованиям ГУ «Ветковский районный центр гигиены и эпидемиологии», проведённым в 2019г., вода пригодна для питья. Качество воды родника может значительно ухудшаться от погоды (таяние снега на полях, ливни) и от хозяйственной деятельности.

## Транспортная сеть
Транспортные связи по просёлочной, затем автомобильной дороге Светиловичи — Гомель. Планировка состоит из короткой прямолинейной широтной улицы (Октябрьская ул.), к которой с севера присоединяется (Набережная ул.), с востока (Советская ул.) и с юга одна прямолинейная короткая улица (Октябрьский пер.). Застройка двусторонняя, деревянная, усадебного типа.

## История

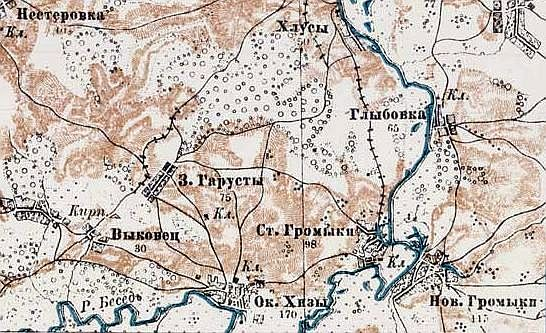
Глыбовка на карте 1916 г. (Российская империя)

Выявленый археологами курганный могильник (7 насыпей, в 2 км на север от деревни, в урочище Курганье) и поселение эпохи мезолита VIII-V-го тысячелетий до н. э. (0,3 км на юго-запад от деревни, в урочище Бабушкин Бугор) свидетельствуют о заселении этих обителей в глубокой древности. По письменным источникам известна с XVIII века как селение в Речицком повете Минского воеводства Великого княжества Литовского По описи 1765 года 7 дымов, трактир.
После 1-го раздела Речи Посполитой (1772 год) в составе Российской империи. С 1880 года действовал хлебозапасный магазин. Согласно переписи 1897 года располагалась в Столбунской волости Рогачёвского уезда Могилёвской губернии, работали школа грамоты, ветряная мельница. В 1909 году 308 десятин земли. Поблизости велась разработка известняков. В 1926 году работал почтовый пункт.
С 8 декабря 1926 года по 30 декабря 1927 года центр Глыбовского сельсовета Светиловичского, с 4 августа 1927 года Ветковского района Гомельского округа. В 1929 году организован колхоз. Во время Великой Отечественной войны на фронтах погибли 47 жителей.

## Население
- 1897 год — 333 жителя, 47 дворов (согласно переписи).
- 1909 год — 411 жителей.
- 1926 год — 66 дворов.
- 1940 год — 420 жителей, 70 дворов.
- 1959 год — 319 жителей (согласно переписи).
- 1999 год — 60 жителей, 39 хозяйств.
- 2009 год — 37 жителей (согласно переписи).

## Достопримечательность
- Городище периода раннего железного века (1-е тыс. до н. э. – 1-е тыс. н. э.) —  Историко-культурная ценность Республики Беларусь, шифр 313В000161.
- Поселение каменного, бронзового веков и 1-го тысячелетия н. э. (9-е – 1-е тыс. до н. э., 1-е тыс. н. э.) —  Историко-культурная ценность Республики Беларусь, шифр 313В000162.